# Ингеборг Ейриксдотир
Ингеборг Ейриксдотир (на норвежки: Ingebjørg Eiriksdatter; * 1297, † 1357) е норвежка принцеса и чрез женитба принцеса на Швеция и дукеса на Финландия.

## Живот
Дъщеря е на норвежкия крал Ейрик II Магнусон и на Изабел Брус, дъщерята на Робърт VI де Брус, лорд на Анандейл. Баща ѝ умира, когато Ингеборг е на годинка или две и през 1300 г. майка ѝ урежда годежа на 3-годишното момиче с Джон Магнусон (1284 – 1311), ърл на Оркнейските острови и васал на норвежката корона, но сватбата не се състои неясно дали поради неговата смърт през 1311 г. преди годеницата да навърши необходимата възраст или поради друга причина.
През 1312 г. майка ѝ урежда нов брак – този път с Валдемар Магнусон, втория син на шведския крал Биргер Магнусон. Чрез този брак Ингеборг получава титлите принцеса на Швеция и дукеса на Финландия. Съпругът ѝ е убит през 1318 г., а Ингеборг го надживява с много години. От 1340 г. тя носи титлата дукеса на Йоланд. Живее в Швеция до смъртта си през 1357 г.